# Garrulaxe hoamy
Garrulax canorus
Espèce
Statut de conservation UICN

 LC  : Préoccupation mineure
Statut CITES
Le Garrulaxe hoamy (Garrulax canorus, synonyme Leucodioptron canorum) est une espèce de passereau de la famille des Leiothrichidae. Son nom vient du chinois 画眉 (pinyin huà méi), mot-à-mot « sourcils peints », et cet oiseau chanteur très apprécié des Chinois.

## Description
Cet oiseau mesure 21 à 24 cm pour une masse de 49 à 75 g.
Il est brun et marron avec une anneau péri-oculaire blanc.

## Sous-espèces et distribution
Le Garrulaxe hoamy est représenté par deux sous-espèces :
- canorus du sud-est de la Chine, de l'est du Laos et du Vietnam ;
- owstoni.

## Alimentation
Cette espèce consomme essentiellement des insectes : œufs d'Acrididae et fourmis. Elle se nourrit aussi de fruits et de graines, et parfois de grains cultivés comme le maïs.

## Reproduction
Cet oiseau se reproduit de mars à août, période pendant laquelle la femelle effectue plusieurs pontes. Il niche dans les bois et la jungle. Le nid est une large coupe. La ponte comporte de deux à cinq œufs mais le plus souvent trois ou quatre. Ceux-ci sont bleu pâle à bleu vert sombre. Occasionnellement, ils peuvent être parsemés de grandes taches blanches. L'incubation assurée essentiellement par la femelle dure 12 jours.